# Unified Parallel C
Unified Parallel C(UPC)는 대규모 명령 머신들의 고성능 컴퓨팅을 위해 설계된 C 프로그래밍 언어 확장이다. 공통 전역 주소 공간(SMP, NUMA) 확장, 분산 메모리(예: 클러스터) 확장을 포함한다. 프로그래머는 하나의 파티션된 전역 주소 공간을 할당받으며 여기서 공유 변수는 중앙 처리 장치가 직접 읽고 쓸 수 있으나 각 변수는 물리적으로 단일 프로세서에 연결된다.

## 같이 보기
- OpenMP
- 소프트웨어 트랜잭셔널 메모리